# Junior (альбом)
| Совокупная оценка | Совокупная оценка |
| Источник          | Оценка            |
| ----------------- | ----------------- |
| Metacritic        | 74                |
| Оценки критиков   |                   |
| Источник          | Оценка            |
| Allmusic          | [ 2 ]             |
| BBC Music         | Very positive     |
| Pitchfork Media   | 7.9/10            |
| The Guardian      | [ 5 ]             |
| The Observer      | [ 6 ]             |
| PopMatters        | 7/10              |
| Slant Magazine    | [ 8 ]             |
| The Times         | [ 9 ]             |
| URB               | [ 10 ]            |
| UR Chicago        | [ 11 ]            |

Junior — третий студийный альбом норвежского электронного дуэта Röyksopp, выпущенный 23 марта 2009 года. Альбом был выложен для общего доступа на веб-сайте группы 13 марта 2009, ещё до официального релиза. Альбом представляет собой смешение разных стилей двух предыдущих студийных альбомов, «Melody A.M.» и «The Understanding», и исполнен вокалистками Робин, Люкке Ли, Карин Дрейер Андерссон и Аннели Дреккер.
Röyksopp представили первый трек с альбома, «Happy Up Here», ещё 9 января 2009 года на BBC Radio 1. Вторым синглом был «The Girl and the Robot», композиция, исполненная шведской певицей Робин. «This Must Be It», исполненная Карин Дрейер Андерссон, 26 октября 2009 в виде сингла с третьего альбома.
«It’s What I Want» была включена как часть официального саундтрека в видеоигру FIFA 10 студии Electronic Arts. «Röyksopp Forever» также использовалась в качестве фоновой музыки в промо-выпуске «Вспомни, что будет», показанном телесетью Channel 5 в сентябре 2009 года, а также в качестве фоновой музыки на шоу The X Factor 2009 года. Инструментальная версия «Vision One» была включена как часть официального саундтрека в видеоигру LittleBigPlanet 2 студии Media Molecule.

## Оценки
Основные отзывы критиков об альбоме Junior были положительными. Metacritic дал альбому общую оценку 74, основываясь на данных 21 отзывов. Альбом занял 30 место в Top 50 Альбомов 2009 года от Pitchfork Media.

## Список композиций
| №                   | Название                                               | Длительность |
| ------------------- | ------------------------------------------------------ | ------------ |
| 1.                  | «Happy Up Here»                                        | 2:43         |
| 2.                  | «The Girl and the Robot» (с участием Робин)            | 4:28         |
| 3.                  | «Vision One» (с участием Аннели Дреккер)               | 4:59         |
| 4.                  | «This Must Be It» (с участием Карин Дрейер Андерссонн) | 4:41         |
| 5.                  | «Röyksopp Forever»                                     | 4:47         |
| 6.                  | «Miss It So Much» (с участием Люкке Ли)                | 5:01         |
| 7.                  | «Tricky Tricky» (с участием Карин Дрейер Андерссонн)   | 5:58         |
| 8.                  | «You Don't Have a Clue» (с участием Аннели Дреккер)    | 4:31         |
| 9.                  | «Silver Cruiser»                                       | 4:36         |
| 10.                 | «True to Life» (с участием Аннели Дреккер)             | 5:50         |
| 11.                 | «It's What I Want»                                     | 3:06         |
| Общая длительность: | Общая длительность:                                    | 50:55        |

| №   | Название               | Длительность |
| --- | ---------------------- | ------------ |
| 12. | «Across the Graveyard» | 4:23         |

| №   | Название                                     | Длительность |
| --- | -------------------------------------------- | ------------ |
| 12. | «Were You Ever Wanted» (с участием Lykke Li) | 5:37         |

Семплы
- «Happy Up Here» содержит семпл из «Do That Stuff» группы Parliament
- «Vision One» — англоязычная версия ремикса Röyksopp на «Sing a Song» Эри Нобучика[11]
- «Röyksopp Forever» содержит семпл из «Suites for My Lady» группы Skylark

## Команда, работавшая над альбомом
- Röyksopp — продюсирование, синтезаторы, семплирование, музыкальное программирование (все треки); вокал (треки 2, 11); струнные, аранжировка струнных (трек 2); вокодер (трек 7); бас-гитара (трек 10)
- Като Одтланд — бас-гитара (трек 5)
- Стиан Андерсен — фотография для обложки альбома
- Карин Дрейер Андерссонн — вокал (треки 4, 7)
- Лесли Дэвид — рисунки, обложка альбома
- Аннели Дреккер — вокал (треки 3, 8, 10, 12[a]); бэк-вокал (треки 2, 11)
- Линда Фэй Хелла — дополнительный вокал (трек 5)
- Люкке Ли — вокал (треки 6, 12[b])
- Майк Марш — мастеринг
- Робин — вокал (трек 2)
- Давид Росси — струнные, аранжировка струнных (треки 2, 5, 8, 9)
- Оле Вегард Скауже — бас-гитара (трек 10)

## Чарты
| Чарт (2009)                            | Наивысшее место |
| -------------------------------------- | --------------- |
| Australian Albums Chart                | 28              |
| Austrian Albums Chart                  | 65              |
| Belgian Albums Chart (Фландрия)        | 10              |
| Belgian Albums Chart (Валлония)        | 43              |
| Danish Albums Chart                    | 17              |
| Dutch Albums Chart                     | 43              |
| European Top 100 Albums                | 42              |
| French Albums Chart                    | 70              |
| German Albums Chart                    | 35              |
| Italian Albums Chart                   | 45              |
| Irish Albums Chart                     | 52              |
| Norwegian Albums Chart                 | 1               |
| Swedish Albums Chart                   | 25              |
| Swiss Albums Chart                     | 18              |
| UK Albums Chart                        | 21              |
| U.S. Billboard 200                     | 126             |
| U.S. Billboard Dance/Electronic Albums | 4               |
| U.S. Billboard Heatseekers Albums      | 2               |

## Заметки
1. ^  Версия для iTunes.
2. ^  Версия японского издания.